# 営口道駅
営口道駅（えいこうどう-えき）は中華人民共和国天津市和平区に位置する天津地下鉄1号線と3号線の駅。

## 駅構造

### 1号線
- 相対式ホーム2面2線の地下駅。

### 3号線
- 島式ホーム1面2線の地下駅。

## 駅周辺
- 天津市第一中学
- 天津市第十一中学
- 天津市第二十一中学
- キリスト教西開総堂
- 天津市胸科医院
- 天津市耀華中学

## 歴史
- 1984年12月28日 - 開業。
- 2001年10月19日 - リニューアル工事のため運転中止。
- 2006年6月12日 - 再開業。
- 2012年10月1日 - 3号線開業。

## 隣の駅
- ■1号線

小白楼駅 - (新華路駅) - 営口道駅 - 鞍山道駅
- ■3号線

西康路駅 - 営口道駅 - 和平路駅
| スタブアイコン | サブスタブ | この項目は、まだ閲覧者の調べものの参照としては役立たない、鉄道に関連した書きかけの項目です。この項目を加筆・訂正などしてくださる協力者を求めています（P:鉄道/PJ:鉄道）。 |

座標: 北緯39度07分03秒 東経117度11分28秒 / 北緯39.11763度 東経117.19099度